# Puy du Fou
Puy du Fou è un parco divertimenti situato a Les Espesses in Vandea, (Paesi della Loira), vicino a Les Herbiers e Cholet e ad un'ora da Nantes e Angers in auto. Il complesso comprende lo spettacolo Cinéscénie e il Grand Parc, oltre a 5 alberghi tematizzati.
Il nome deriva dalla località nel nord-ovest della città di Les Espesses. L'etimologia, dal latino podium (altezza, collina) e fagus (faggio), porta ad interpretare il toponimo come "la collina del faggio" o "cima del faggio".
Nato nel 1978 come uno spettacolo musicale dedicato alla storia del dipartimento, 11 anni dopo si evolve in parco dedicato a tematiche storiche. Nel 2014 diventa il terzo parco tematico francese più visitato con oltre 2 milioni di paganti, superando Futuroscope e Parc Astérix e rimanendo sotto i due parchi di Disneyland Paris.

## Storia
Nel 1977, il giovane alto funzionario e figlio del vicepresidente del Consiglio dipartimentale della Vandea Philippe de Villiers scoprì le rovine di un castello rinascimentale e decise di utilizzarlo come sfondo di un grande spettacolo che esaltasse la storia della regione. Così scrisse e realizzò la Cinéscénie, la cui prima rappresentazione ebbe luogo la sera del 16 giugno 1978. Lo spettacolo ripercorre la storia della Vandea dal Medioevo alla Seconda Guerra Mondiale attraverso le vicende di una famiglia, i Maupilliers. La rappresentazione fu eseguita da oltre 600 volontari chiamati "Puyfolais", e fu vista da più di 80 000 spettatori nel primo anno. Dopo alcuni anni di utilizzo di musiche classiche, dal 1982 fino al 2002 la colonna sonora dello spettacolo venne curata da Georges Delerue.
Nel 1989, il Grand Parcours (ex nome del Grand Parc) aprì attorno a un piccolo villaggio ricostituito nello stile del XVIII secolo per il film storico Vent de Galerne. I visitatori venivano portati in barca al villaggio, attraversando la foresta del parco.
Nel 1990, la tribuna in legno mobile di Cinescénie fu sostituita da una tribuna panoramica di 12 000 posti. Nello stesso anno, Philippe de Villiers lasciò la direzione del Grand Parc a suo fratello minore Emmanuel.
Nel 1995 fu aperta la Città Medievale, un villaggio ricostruito con la sua cappella, le strade e gli artigiani come il bottaio, il ritrattista, il boia e il panettiere.
Nel 1997 è stato costruito il Forte dell'Anno Mille, insieme ad uno spettacolo sui vichinghi con numerosi effetti speciali (tra cui un drakkar che emerge dall'acqua): La leggenda di San Filiberto. Lo stesso anno, la Cinéscenie celebra il suo 20º anniversario. Per l'occasione, il palcoscenico viene ampliato di 5 ettari e la tribuna accoglie 2 000 spettatori aggiuntivi, offrendo ora una capacità totale di 14 000 posti per spettacolo.
Il 1998 vede la creazione della Junior Academy, destinata alla formazione di futuri dirigenti, artisti e tecnici del Puy du Fou. Nello stesso anno, il Grand Parcours divenne il Grand Parc.
Durante questo decennio, Puy du Fou ha ospitato due volte, nel 1993 e nel 1999, la partenza del Tour de France. Ora incluso nei programmi di tour operator, Puy du Fou è diventato una destinazione turistica popolare avvicinandosi sempre più al profilo di un normale parco divertimenti.
Regolarmente vengono apportate modifiche tecniche o sceniche alla Cinéscenie: nel 2005, lo sfondo del villaggio di Ouches è ampliato con una chiesa; nel 2008, un nuovo finale comprende 130 getti d'acqua alti 30 metri; al 2009 risale invece l'aggiunta di proiezioni su schermi d'acqua.
Nel 2001 avvenne inaugurazione dello Stadium Gallo-Romain, un anfiteatro romano lungo 115 metri, dove si svolgono corse di bighe e combattimenti di gladiatori.
Nel 2003, fu presentato un nuovo spettacolo di falconeria Le Bal des oiseaux fantômes (Il ballo degli uccelli fantasma), con più di 140 falchi, avvoltoi e altri uccelli rapaci. Per quanto riguarda Cinéscénie, la nuova musica originale è composta da Nick Glennie-Smith.
Nel 2006 apre il Grand Carrousel, uno dei più grandi teatri del parco, per presentare lo spettacolo di spadaccini Mousquetaire de Richelieu (Moschettiere di Richelieu). A dicembre si svolge per la prima volta lo spettacolo natalizio Le Mystère de Noël.
Nel 2007, il Grand Parc ha aperto il suo primo hotel: La Villa Gallo-Romaine, permettendo ai visitatori di prolungare il loro viaggio indietro nel tempo soggiornando nel mondo dell'antica Roma.
Nel 2009 un secondo hotel, Le Logis de Lescure, permise ai visitatori di vivere nel prestigio del XVIII secolo. Nello stesso anno, il parco ha ospitato le elezioni di Miss Francia.
Nel 2010, oltre ad un nuovo spettacolo che si svolge durante la Guerra dei Cent'anni Le Secret de la Lance, si aprì un terzo hotel: Les Îles de Clovis.
Nel 2011, il Grand Parc ha presentato un nuovo spettacolo nell'arena romana: Le Signe du Triomphe (Il segno del trionfo). Nello stesso anno ospitò la presentazione dei ciclisti del Tour de France. Con 1 500 000 di visitatori quest'anno, si posiziona al 16º posto nella classifica dei parchi divertimento più visitati in Europa.
Il 2014 vide l'apertura al pubblico del castello di Puy du Fou, con lo spettacolo La Renaissance du château (La rinascita del castello). Un quarto hotel, Le Camp du Drap d'Or, si unisce a quello che ormai è il complesso conosciuto come Cité Nocturne.
Nel 2015, il Grand Parc presenta Les Amoureux de Verdun (Gli amanti di Verdun). Questo tour-spettacolo immerge lo spettatore nel cuore di una trincea della Prima Guerra Mondiale.
Il Théâtre des Géants è stato inaugurato nel 2016. Questo auditorium da 2.400 posti è dotato di una tribuna rotante che ospita una creazione originale: Le Dernier Panache (L'ultimo pennacchio).
Per la stagione 2023, il parco presenta Le Mime et l'Étoile, un grande spettacolo ambientato all'inizio del XX secolo in un nuovo edificio costruito tra il Théâtre des Géants e il Café de la Madelon . Il tema è il cinema muto della Belle Époque, ispirato alle arti del mimo e del circo. Nello stesso anno il parco raggiunge la cifra record di 2,5 milioni di visitatori.
Vengono inoltre rinominati i villaggi del parco: il Forte dell'Anno Mille divenne San Philbert il Vecchio, la Città Medievale divenne Font-Rognou, il Villaggio del XVIII Secolo Chasseloup e il Borgo 1900 il Borgo Bérard.

### Cronologia degli spettacoli
| Luogo                 | 1980              | 1990              | 1990                     | 1990                     | 1990                     | 1990                      | 1990                      | 1990                      | 1990                         | 1990                         | 1990                         | 2000                         | 2000                         | 2000                         | 2000                            | 2000                            | 2000                            | 2000                            | 2000                            | 2000                            | 2000                            | 2010                            | 2010                            | 2010                            | 2010                                | 2010                                | 2010                                | 2010                                | 2010                                | 2010                                | 2010                                | 2020                                | 2020                                | 2020                                | 2020                                | 2020                                |
| Luogo                 | 9                 | 0                 | 1                        | 2                        | 3                        | 4                         | 5                         | 6                         | 7                            | 8                            | 9                            | 0                            | 1                            | 2                            | 3                               | 4                               | 5                               | 6                               | 7                               | 8                               | 9                               | 0                               | 1                               | 2                               | 3                                   | 4                                   | 5                                   | 6                                   | 7                                   | 8                                   | 9                                   | 0                                   | 1                                   | 2                                   | 3                                   | 4                                   |
| Grandi spettacoli     | Grandi spettacoli | Grandi spettacoli | Grandi spettacoli        | Grandi spettacoli        | Grandi spettacoli        | Grandi spettacoli         | Grandi spettacoli         | Grandi spettacoli         | Grandi spettacoli            | Grandi spettacoli            | Grandi spettacoli            | Grandi spettacoli            | Grandi spettacoli            | Grandi spettacoli            | Grandi spettacoli               | Grandi spettacoli               | Grandi spettacoli               | Grandi spettacoli               | Grandi spettacoli               | Grandi spettacoli               | Grandi spettacoli               | Grandi spettacoli               | Grandi spettacoli               | Grandi spettacoli               | Grandi spettacoli                   | Grandi spettacoli                   | Grandi spettacoli                   | Grandi spettacoli                   | Grandi spettacoli                   | Grandi spettacoli                   | Grandi spettacoli                   | Grandi spettacoli                   | Grandi spettacoli                   | Grandi spettacoli                   | Grandi spettacoli                   | Grandi spettacoli                   |
| --------------------- | ----------------- | ----------------- | ------------------------ | ------------------------ | ------------------------ | ------------------------- | ------------------------- | ------------------------- | ---------------------------- | ---------------------------- | ---------------------------- | ---------------------------- | ---------------------------- | ---------------------------- | ------------------------------- | ------------------------------- | ------------------------------- | ------------------------------- | ------------------------------- | ------------------------------- | ------------------------------- | ------------------------------- | ------------------------------- | ------------------------------- | ----------------------------------- | ----------------------------------- | ----------------------------------- | ----------------------------------- | ----------------------------------- | ----------------------------------- | ----------------------------------- | ----------------------------------- | ----------------------------------- | ----------------------------------- | ----------------------------------- | ----------------------------------- |
| Vecchio castello      | -                 | -                 | Spettacolo di falconeria | Spettacolo di falconeria | Spettacolo di falconeria | Spettacolo di falconeria  | Spettacolo di falconeria  | Spettacolo di falconeria  | Spettacolo di falconeria     | Spettacolo di falconeria     | Spettacolo di falconeria     | Spettacolo di falconeria     | Spettacolo di falconeria     | Spettacolo di falconeria     | Il ballo degli uccelli fantasma | Il ballo degli uccelli fantasma | Il ballo degli uccelli fantasma | Il ballo degli uccelli fantasma | Il ballo degli uccelli fantasma | Il ballo degli uccelli fantasma | Il ballo degli uccelli fantasma | Il ballo degli uccelli fantasma | Il ballo degli uccelli fantasma | Il ballo degli uccelli fantasma | Il ballo degli uccelli fantasma     | Il ballo degli uccelli fantasma     | Il ballo degli uccelli fantasma     | Il ballo degli uccelli fantasma     | Il ballo degli uccelli fantasma     | Il ballo degli uccelli fantasma     | Il ballo degli uccelli fantasma     | Il ballo degli uccelli fantasma     | Il ballo degli uccelli fantasma     | Il ballo degli uccelli fantasma     | Il ballo degli uccelli fantasma     | Il ballo degli uccelli fantasma     |
| Sala Rinascimento     | -                 | -                 | -                        | -                        | Sala Rinascimento        | Sala Rinascimento         | Sala Rinascimento         | Sala Rinascimento         | Sala Rinascimento            | Sala Rinascimento            | Sala Rinascimento            | Sala Rinascimento            | Sala Rinascimento            | Sala Rinascimento            | Sala Rinascimento               | Sala Rinascimento               | Sala Rinascimento               | Sala Rinascimento               | Sala Rinascimento               | Sala Rinascimento               | Sala Rinascimento               | Sala Rinascimento               | Sala Rinascimento               | Sala Rinascimento               | Sala Rinascimento                   | Sala Rinascimento                   | Sala Rinascimento                   | Sala Rinascimento                   | Sala Rinascimento                   | Café de la Madelon                  | Café de la Madelon                  | Café de la Madelon                  | Café de la Madelon                  | Café de la Madelon                  | Café de la Madelon                  | Café de la Madelon                  |
| Mura del castello     | -                 | -                 | -                        | -                        | -                        | La festa della cavalleria | La festa della cavalleria | La festa della cavalleria | La festa della cavalleria    | La festa della cavalleria    | La festa della cavalleria    | La battaglia del torrione    | La battaglia del torrione    | La battaglia del torrione    | La battaglia del torrione       | La battaglia del torrione       | La battaglia del torrione       | La battaglia del torrione       | La battaglia del torrione       | La battaglia del torrione       | La battaglia del torrione       | Il segreto della lancia         | Il segreto della lancia         | Il segreto della lancia         | Il segreto della lancia             | Il segreto della lancia             | Il segreto della lancia             | Il segreto della lancia             | Il segreto della lancia             | Il segreto della lancia             | Il segreto della lancia             | Il segreto della lancia             | Il segreto della lancia             | Il segreto della lancia             | Il segreto della lancia             | Il segreto della lancia             |
| Forte dell'Anno Mille | -                 | -                 | -                        | -                        | -                        | -                         | -                         | -                         | La leggenda di San Filiberto | La leggenda di San Filiberto | La leggenda di San Filiberto | La leggenda di San Filiberto | La leggenda di San Filiberto | La leggenda di San Filiberto | La leggenda di San Filiberto    | La leggenda di San Filiberto    | I Vichinghi                     | I Vichinghi                     | I Vichinghi                     | I Vichinghi                     | I Vichinghi                     | I Vichinghi                     | I Vichinghi                     | I Vichinghi                     | I Vichinghi                         | I Vichinghi                         | I Vichinghi                         | I Vichinghi                         | I Vichinghi                         | I Vichinghi                         | I Vichinghi                         | I Vichinghi                         | I Vichinghi                         | I Vichinghi                         | I Vichinghi                         | I Vichinghi                         |
| Stadio Gallo-Romano   | -                 | -                 | -                        | -                        | -                        | -                         | -                         | -                         | -                            | -                            | -                            | -                            | Gladiatori                   | Gladiatori                   | Gladiatori                      | Gladiatori                      | Gladiatori                      | Gladiatori                      | Gladiatori                      | Gladiatori                      | Gladiatori                      | Gladiatori                      | Il segno del trionfo            | Il segno del trionfo            | Il segno del trionfo                | Il segno del trionfo                | Il segno del trionfo                | Il segno del trionfo                | Il segno del trionfo                | Il segno del trionfo                | Il segno del trionfo                | Il segno del trionfo                | Il segno del trionfo                | Il segno del trionfo                | Il segno del trionfo                | Il segno del trionfo                |
| Grand Carrousel       | -                 | -                 | -                        | -                        | -                        | -                         | -                         | -                         | -                            | -                            | -                            | -                            | -                            | -                            | -                               | -                               | -                               | Moschettiere di Richelieu       | Moschettiere di Richelieu       | Moschettiere di Richelieu       | Moschettiere di Richelieu       | Moschettiere di Richelieu       | Moschettiere di Richelieu       | Moschettiere di Richelieu       | Moschettiere di Richelieu           | Moschettiere di Richelieu           | Moschettiere di Richelieu           | Moschettiere di Richelieu           | Moschettiere di Richelieu           | Moschettiere di Richelieu           | Moschettiere di Richelieu           | Moschettiere di Richelieu           | Moschettiere di Richelieu           | Moschettiere di Richelieu           | Moschettiere di Richelieu           | Moschettiere di Richelieu           |
| Vecchio stagno        | -                 | -                 | -                        | -                        | -                        | -                         | -                         | -                         | -                            | -                            | -                            | -                            | -                            | -                            | -                               | -                               | -                               | -                               | -                               | -                               | Gli organi di fuoco             | Gli organi di fuoco             | Gli organi di fuoco             | Gli organi di fuoco             | Gli organi di fuoco                 | Gli organi di fuoco                 | Gli organi di fuoco                 | Gli organi di fuoco                 | Gli organi di fuoco                 | Gli organi di fuoco                 | Gli organi di fuoco                 | Le nozze di fuoco                   | Le nozze di fuoco                   | Le nozze di fuoco                   | Le nozze di fuoco                   | Le nozze di fuoco                   |
| Vecchio stagno        | -                 | -                 | -                        | -                        | -                        | -                         | -                         | -                         | -                            | -                            | -                            | -                            | -                            | -                            | -                               | -                               | -                               | -                               | -                               | -                               | Le grandi acque                 |                                 |                                 |                                 |                                     |                                     |                                     |                                     |                                     |                                     |                                     |                                     |                                     |                                     |                                     |                                     |
| Teatro dei Giganti    | -                 | -                 | -                        | -                        | -                        | -                         | -                         | -                         | -                            | -                            | -                            | -                            | -                            | -                            | -                               | -                               | -                               | -                               | -                               | -                               | -                               | -                               | -                               | -                               | -                                   | -                                   | -                                   | L'ultimo pennacchio                 | L'ultimo pennacchio                 | L'ultimo pennacchio                 | L'ultimo pennacchio                 | L'ultimo pennacchio                 | L'ultimo pennacchio                 | L'ultimo pennacchio                 | L'ultimo pennacchio                 | L'ultimo pennacchio                 |
| Cinémascope           | -                 | -                 | -                        | -                        | -                        | -                         | -                         | -                         | -                            | -                            | -                            | -                            | -                            | -                            | -                               | -                               | -                               | -                               | -                               | -                               | -                               | -                               | -                               | -                               | -                                   | -                                   | -                                   | -                                   | -                                   | -                                   | -                                   | -                                   | -                                   | -                                   | Il mimo e la stella                 | Il mimo e la stella                 |
| Altri spettacoli      |                   |                   |                          |                          |                          |                           |                           |                           |                              |                              |                              |                              |                              |                              |                                 |                                 |                                 |                                 |                                 |                                 |                                 |                                 |                                 |                                 |                                     |                                     |                                     |                                     |                                     |                                     |                                     |                                     |                                     |                                     |                                     |                                     |
| Foresta               | -                 | -                 | Il cammino della memoria | Il cammino della memoria | Il cammino della memoria | Il cammino della memoria  | Il cammino della memoria  | Il cammino della memoria  | Il cammino della memoria     | Il cammino della memoria     | Il cammino della memoria     | Il cammino della memoria     | Il cammino della memoria     | Il cammino della memoria     | Il cammino della memoria        | Il cammino della memoria        | Il cammino della memoria        | Il cammino della memoria        | Il cammino della memoria        | Il cammino della memoria        | Il cammino della memoria        | Il cammino della memoria        | Il cammino della memoria        | Il cammino della memoria        | Il cammino della memoria            | Il cammino della memoria            | Gli amanti di Verdun                | Gli amanti di Verdun                | Gli amanti di Verdun                | Gli amanti di Verdun                | Gli amanti di Verdun                | Gli amanti di Verdun                | Gli amanti di Verdun                | Gli amanti di Verdun                | Gli amanti di Verdun                | Gli amanti di Verdun                |
| Foresta               | -                 | -                 | -                        | Teatro d'acqua           | Teatro d'acqua           | Teatro d'acqua            | Teatro d'acqua            | Teatro d'acqua            | Teatro d'acqua               | Teatro d'acqua               | Teatro d'acqua               | Teatro d'acqua               | Teatro d'acqua               | Teatro d'acqua               | Teatro d'acqua                  | Teatro d'acqua                  | Teatro d'acqua                  | Teatro d'acqua                  | Teatro d'acqua                  | L'Odissea di Puy du Fou         | L'Odissea di Puy du Fou         | L'Odissea di Puy du Fou         | L'Odissea di Puy du Fou         | L'Odissea di Puy du Fou         | L'Odissea di Puy du Fou             | L'Odissea di Puy du Fou             | L'Odissea di Puy du Fou             | L'Odissea di Puy du Fou             | L'Odissea di Puy du Fou             | L'Odissea di Puy du Fou             | Il primo regno                      | Il primo regno                      | Il primo regno                      | Il primo regno                      | Il primo regno                      | Il primo regno                      |
| Foresta               | -                 | -                 | -                        | -                        | -                        | -                         | -                         | -                         | -                            | -                            | -                            | -                            | -                            | -                            | -                               | -                               | -                               | -                               | -                               | -                               | -                               | -                               | -                               | -                               | -                                   | -                                   | -                                   | -                                   | -                                   | Il mistero di La Pérouse            | Il mistero di La Pérouse            | Il mistero di La Pérouse            | Il mistero di La Pérouse            | Il mistero di La Pérouse            | Il mistero di La Pérouse            | Il mistero di La Pérouse            |
| Chasseloup            | -                 | -                 | -                        | I musicisti tradizionali | I musicisti tradizionali | I musicisti tradizionali  | I musicisti tradizionali  | I musicisti tradizionali  | I musicisti tradizionali     | I musicisti tradizionali     | I musicisti tradizionali     | I musicisti tradizionali     | I musicisti tradizionali     | I musicisti tradizionali     | I musicisti tradizionali        | I musicisti tradizionali        | I musicisti tradizionali        | I musicisti tradizionali        | I musicisti tradizionali        | I musicisti tradizionali        | I musicisti tradizionali        | I musicisti tradizionali        | I musicisti tradizionali        | I musicisti tradizionali        | I musicisti tradizionali            | I musicisti tradizionali            | I musicisti tradizionali            | I musicisti tradizionali            | Il Gran Carillon                    | Il Gran Carillon                    | Il Gran Carillon                    | Il Gran Carillon                    | Il Gran Carillon                    | Il Gran Carillon                    | Il Gran Carillon                    | Il Gran Carillon                    |
| Font-Rognou           |                   |                   |                          |                          |                          |                           | Il mago menestrello       | Il mago menestrello       | Il mago menestrello          | Il mago menestrello          | Il mago menestrello          | Il mago menestrello          | Il mago menestrello          | Il mago menestrello          | Il mago menestrello             | Il mago menestrello             | Il mago menestrello             | Il mago menestrello             | Il mago menestrello             | Il mago menestrello             | Il mago menestrello             | Il mago menestrello             | Il mago menestrello             | Il mago menestrello             | Il mago menestrello                 | I Cavalieri della Tavola Rotonda    | I Cavalieri della Tavola Rotonda    | I Cavalieri della Tavola Rotonda    | I Cavalieri della Tavola Rotonda    | I Cavalieri della Tavola Rotonda    | I Cavalieri della Tavola Rotonda    | I Cavalieri della Tavola Rotonda    | I Cavalieri della Tavola Rotonda    | I Cavalieri della Tavola Rotonda    | I Cavalieri della Tavola Rotonda    | I Cavalieri della Tavola Rotonda    |
| Borgo Bérard          | -                 | -                 | -                        | -                        | -                        | -                         | -                         | -                         | -                            | -                            | -                            | -                            | -                            | -                            | -                               | -                               | Gli automi musicisti            | Gli automi musicisti            | Gli automi musicisti            | Gli automi musicisti            | Gli automi musicisti            | Gli automi musicisti            | Gli automi musicisti            | Gli automi musicisti            | Gli automi musicisti                | Gli automi musicisti                | Gli automi musicisti                | Gli automi musicisti                | Gli automi musicisti                | Gli automi musicisti                | Gli automi musicisti                | Gli automi musicisti                | Gli automi musicisti                | Gli automi musicisti                | Gli automi musicisti                | Gli automi musicisti                |
| Borgo Bérard          | -                 | -                 | -                        | -                        | -                        | -                         | -                         | -                         | -                            | -                            | -                            | -                            | -                            | -                            | -                               | -                               | -                               | -                               | -                               | -                               | -                               | -                               | -                               | -                               | -                                   | -                                   | -                                   | -                                   | Il balletto dei pompieri            | Il balletto dei pompieri            | Il balletto dei pompieri            | Il balletto dei pompieri            | Il balletto dei pompieri            | Il balletto dei pompieri            | Il balletto dei pompieri            | Il balletto dei pompieri            |
| Arboreto              | -                 | -                 | -                        | -                        | -                        | -                         | -                         | -                         | -                            | -                            | -                            | -                            | -                            | -                            | -                               | -                               | -                               | -                               | -                               | -                               | -                               | -                               | -                               | -                               | Il mondo immaginario di La Fontaine | Il mondo immaginario di La Fontaine | Il mondo immaginario di La Fontaine | Il mondo immaginario di La Fontaine | Il mondo immaginario di La Fontaine | Il mondo immaginario di La Fontaine | Il mondo immaginario di La Fontaine | Il mondo immaginario di La Fontaine | Il mondo immaginario di La Fontaine | Il mondo immaginario di La Fontaine | Il mondo immaginario di La Fontaine | Il mondo immaginario di La Fontaine |
| Castello Puy du Fou   | -                 | -                 | -                        | -                        | -                        | -                         | -                         | -                         | -                            | -                            | -                            | -                            | -                            | -                            | -                               | -                               | -                               | -                               | -                               | -                               | -                               | -                               | -                               | -                               | -                                   | -                                   | La rinascita del castello           | La rinascita del castello           | La rinascita del castello           | La rinascita del castello           | La rinascita del castello           | La rinascita del castello           | La rinascita del castello           | La rinascita del castello           | La rinascita del castello           | La rinascita del castello           |
|                       | 9                 | 0                 | 1                        | 2                        | 3                        | 4                         | 5                         | 6                         | 7                            | 8                            | 9                            | 0                            | 1                            | 2                            | 3                               | 4                               | 5                               | 6                               | 7                               | 8                               | 9                               | 0                               | 1                               | 2                               | 3                                   | 4                                   | 5                                   | 6                                   | 7                                   | 8                                   | 9                                   | 0                                   | 1                                   | 2                                   | 3                                   |                                     |
| 1980                  | 1990              | 1990              | 1990                     | 1990                     | 1990                     | 1990                      | 1990                      | 1990                      | 1990                         | 1990                         | 2000                         | 2000                         | 2000                         | 2000                         | 2000                            | 2000                            | 2000                            | 2000                            | 2000                            | 2000                            | 2010                            | 2010                            | 2010                            | 2010                            | 2010                                | 2010                                | 2010                                | 2010                                | 2010                                | 2010                                | 2020                                | 2020                                | 2020                                | 2020                                |                                     |                                     |

## Il parco

### Grandi spettacoli
| Nome (originale e tradotto)                                   | Teatro                             | Durata    | Descrizione |
| ------------------------------------------------------------- | ---------------------------------- | --------- | --- |
| Le signe du triomphe (Il segno del trionfo)                   | Stadium Gallo-Romain - 6 500 posti | 42 minuti | Nel 300 d.C., una dozzina di prigionieri cristiani furono condannati a vincere i Ludi romani per salvarsi la vita. Damien, un giovane centurione, combatte sotto il loro stendardo. La musica è stata composta dallo svizzero Nathan Stornetta.                                                    |
| Le bal des oiseaux fantômes (Il ballo degli uccelli fantasma) | Vieux château - 3 200 posti        | 33 minuti | Al tempo dei castelli fortificati, oltre 200 uccelli rapaci tra aquile, falchi e avvoltoi eseguono voli e acrobazie in cielo. Il finale riunisce 150 uccelli che volano contemporaneamente. La musica utilizzata è principalmente estratta dall'album Illusions di Thomas J. Bergersen.            |
| Le Secret de la lance (Il segreto della lancia)               | (Mura del castello) - 4 000 posti  | 29 minuti | Nel XV secolo, Marguerite, una giovane pastorella riceve da Giovanna d'Arco una lancia con poteri soprannaturali per sconfiggere gli inglesi. Questo spettacolo è scandito dalla musica originale del compositore Carlos Núñez.                                                                    |
| Mousquetaire de Richelieu (Moschettiere di Richelieu)         | Grand Carrousel - 3 000 posti      | 32 minuti | Spettacolo di duelli con le spade, balletti di flamenco e acrobazie equestri ambientati nel XVII secolo, con una musica originale composta da Nick Glennie-Smith (dal 2006 al 2013) e poi da Nathan Stornetta (dal 2014). Gérard Depardieu presta inoltre la voce ad un personaggio.               |
| Le dernier panache (L'ultimo pennacchio)                      | Théâtre des géants - 2 400 posti   | 34 minuti | Dedicato al generale François Athanase Charette de La Contrie, che ha combattuto nella guerra di Vandea contro l'esercito della Prima Repubblica francese, lo spettacolo segue il destino di un marinaio, eroe della Guerra d'America. La musica è stata composta dallo svizzero Nathan Stornetta. |
| Le Mime et l'Étoile (Il mimo e la stella)                     | Cinémascope - 2 000 posti          | 28 minuti | Ambientato in uno studio cinematografico del 1914, lo spettacolo segue il regista Gérard Bideau, convinto che solo l'amore sincero possa dare colore e suono al cinema muto. |
| Les noces de feu (Le nozze di fuoco)                          | Vieil étang - fino a 7 500 posti   | 30 minuti | Spettacolo diurno e notturno con fontane danzanti ed effetti luminosi. |
| Les grandes eaux (Le grandi acque)                            | Vieil étang - fino a 7 500 posti   | 8 minuti  | Spettacolo diurno e notturno con fontane danzanti ed effetti luminosi. |

### La foresta
Su una superficie di 50 ettari sono presenti 130 specie di alberi, 250 tipi di piante selvatiche e 5 000 cespugli di rose di 85 specie diverse. Per i visitatori sono segnalate le specie rare, le piante selvatiche, nocive, medicinali e le diverse varietà di ortaggi negli orti del villaggi a tema.
| Nome (originale e tradotto)                         | Durata    | Descrizione |
| --------------------------------------------------- | --------- | --- |
| Le premier royaume (Il primo regno)                 | 18 minuti | Un percorso a piedi attraverso la vita di Clodoveo, il primo re dei Franchi. |
| Les Amoureux de Verdun (Gli amanti di Verdun)       | 15 minuti | Sullo sfondo della corrispondenza tra un soldato e la sua fidanzata, lo spettatore passeggia attraverso le gallerie di una trincea di Verdun nel dicembre 1916.                 |
| Le Mystère de La Pérouse (Il mistero di La Pérouse) | 15 minuti | Un viaggio a bordo di una nave della flotta di Jean-François de La Pérouse, che lasciò il porto di Brest nel 1785 e salpò per affrontare i mari sconosciuti senza fare ritorno. |

### Villaggi a tema
Ognuno dei 4 villaggi a tema presenta negozi di artigianato e rappresenta un'epoca diversa: Saint Philbert le Vieil, Font-Rognou, Chasseloup e Bourg Bérard. Fort de l'An Mil, Cité Médiévale, Village xviiie siècle e Bourg 1900. Essi furono tutti costruiti nel corso degli anni, ad esclusione del Village xviiie siècle che ha preceduto la costruzione del Grand Parc, essendo nato come set per il film Vent de Galerne. I villaggi ospitano inoltre la maggior parte dei punti ristoro del parco, dei quali due offrono spettacoli a pranzo e a cena: Le Café de la Madelon (Bourg 1900) e Le Relais de Poste (Village xviiie siècle). 
| Nome (originale e tradotto)                                         | Villaggio                            | Durata    | Descrizione |
| ------------------------------------------------------------------- | ------------------------------------ | --------- | --- |
| Les Vikings (I Vichinghi)                                           | Saint Philbert le Vieil - 3500 posti | 26 minuti | Un villaggio cristiano nell'anno 1000 celebra un matrimonio e viene attaccato da guerrieri vichinghi che appaiono dal fondo dell'acqua per saccheggiarli. Lo spettacolo presenta drakkar lunghi 20 metri e alti 10 metri, 50 animali, 30 attori e 10 visitatori coinvolti nello spettacolo. La musica è stata composta da Nick Glennie-Smith ed è tratta dal film Attila, l'unno (2001). |
| Les Chevaliers de la Table ronde (I Cavalieri della Tavola Rotonda) | Font-Rognou - 2000 posti             | 17 minuti | Ai piedi delle mura del castello, Mago Merlino mette alla prova il coraggio di Artù. Dopo aver sconfitto la maledizione di Excalibur, il re scopre la magia del lago incantato. |
| Le Grand Carillon (Il Grand Carillon)                               | Chasseloup                           | 10 minuti | Musicisti e acrobati ripropongono i più celebri brani musicali tradizionali, volteggiando tra 70 campane poste fino a 16 metri di altezza. |
| Les automates musiciens (Gli automi musicisti)                      | Bourg Bérard                         | 7 minuti  | Animatroni musicisti si affacciano dalle finestre del Bourg 1900 e suonano allegre melodie che invitano i bambini a ballare. |
| Le ballet des sapeurs (Il balletto dei pompieri)                    | Bourg Bérard                         | 9 minuti  | Spettacolo jazz eseguito da bambini dell'accademia junior Puy du Fou nel quale gli abitanti di Bourg 1900 accorrono per spegnere un incendio. |

### Il castello
L'attuale castello, costruito in stile rinascimentale italiano dall'architetto Le Primatice per sostituire gli edifici più antichi, è dovuto a Francesco II di Puy du Fou (1496-1548). La costruzione rimase incompiuta e il castello fu venduto nel 1659.
Il castello fu riconosciuto come edificio storico nel 1974 e nel 1986. Nel 1977 il consiglio dipartimentale della Vandea lo acquistò e vi creò, con l'aiuto dello Stato Francese, un ecomuseo (nonché un centro di ricerca e documentazione) gestito dal curatore dipartimentale Francis Ribémont. Da allora l'ecomuseo ha chiuso i battenti, e le sue collezioni si sono unite nel 2006 all’Historial de la Vendée, una nuova struttura museale a Lucs-sur-Boulogne.
Il castello ha subito un nuovo restauro da ottobre ad aprile 2015, per ospitare lo spettacolo chiamato La Renaissance du château (La rinascita del castello). Scenografie, tendaggi e mobili cercano di ricreare il più fedelmente possibile l'era del re Francesco I. In questo spettacolo, il visitatore è invitato a scoprire l'interno del castello e la sua storia alla ricerca del significato del motto di Puy du Fou: «C'est à jamais».

### Attività per bambini
| Nome (originale e tradotto)                                              | Descrizione |
| ------------------------------------------------------------------------ | --- |
| Le monde imaginaire de La Fontaine (Il mondo immaginario di La Fontaine) | Percorso interattivo tra diverse fontane a tema che rappresentano le favole di Jean de La Fontaine, raccontate da Gérard Depardieu. |
| Le labyrinthe des animaux (Il labirinto degli animali)                   | Labirinto di siepi ricco di sorprese quali getti d'acqua e statue di animali.                                                       |
| Le repaire des enfants (Il rifugio dei bambini)                          | Playground per bambini immerso nella natura.                                                                                        |

Sono presenti inoltre diversi percorsi nella foresta del parco: La clairière aux daims (La radura dei cervi), Les jets sauteurs (I getti salterini), La roseraie (Il roseto), La prairie des animaux (Il prato degli animali), La vallée fleurie (La valle fiorita), L'allée des volières (Il viale delle voliere).

## Altre strutture

### La Cinéscénie

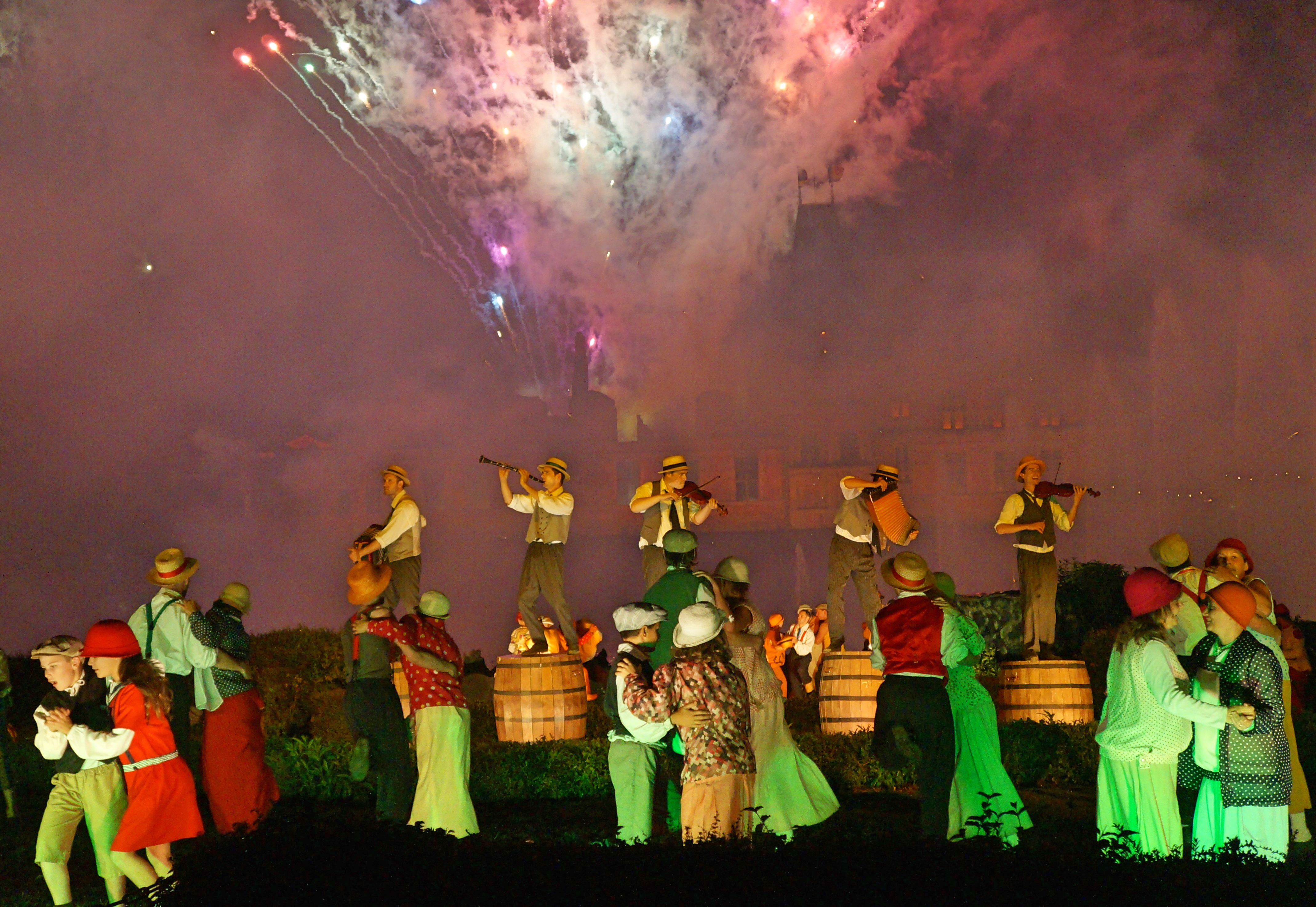
Una scena dello spettacolo Cinéscénie.

Inscenato da 4.000 volontari chiamati "Puyfolais", lo spettacolo della Cinéscénie si svolge su un palco di 23 ettari e riunisce 2400 attori, 120 cavalieri, 100 tecnici e 300 addetti per l'accoglienza e la sicurezza del pubblico. Richiede 24.000 costumi, 1.000 fuochi d'artificio, 8.000 proiettori e 150 getti d'acqua alti 30 metri. Gli attori dello spettacolo sono distribuiti in vari "villaggi": La Pêcherie , L'Allée romaine , La Cavalerie , Le Château e l'Île. I Puyfolais si incontrano lì per travestirsi ma anche per stare insieme in convivialità.
Nella sua tribuna panoramica di 13.900 posti a sedere, La Cinéscénie accoglie, nei 28 spettacoli notturni durante l'estate, quasi 380.000 spettatori all'anno. Alcuni celebri attori francesi prestano la loro voce allo spettacolo, tra cui Philippe Noiret, François Chaumette, Robert Hossein, Alain Delon, Gérard Depardieu, Marie Dubois, Suzanne Flon, Michel Duchaussoy e Natasha St-Pier.

### Alberghi
La Citè Nocturne (Città Notturna) contiene 6 alberghi a tema:
- La Villa Gallo-Romaine (2007, ***), 100 stanze in una villa della Roma antica.
- Le Logis de Lescure (2009, ***), con 4 suite ambientate in una villa del XVIII secolo.
- Les Îles de Clovis (2010, ***), un villaggio dell'età merovingia con 50 capanne.
- Le Camp du Drap D'Or (2014, ***), un campo di 100 tende che riproducono il Campo del Drappo d'Oro, dove si incontrarono i re di Francia e Inghilterra Francesco I e Enrico VIII.
- La Citadelle (2017, ***), una cittadella medievale con 100 stanze.
- Le Grand Siècle (2020, ****), ispirato agli appartamenti del Re Sole, con 96 stanze.

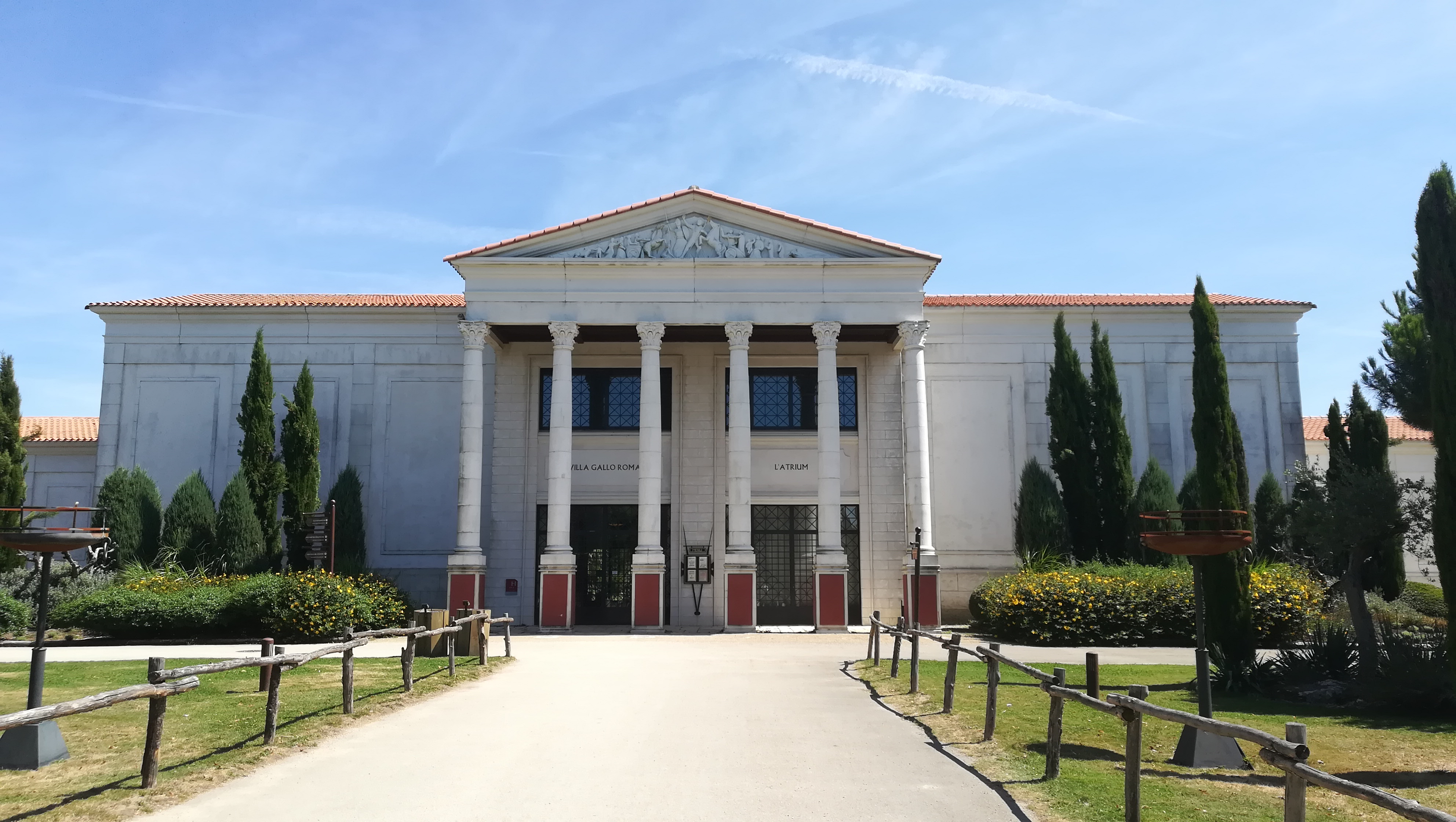
La Villa Gallo-Romana
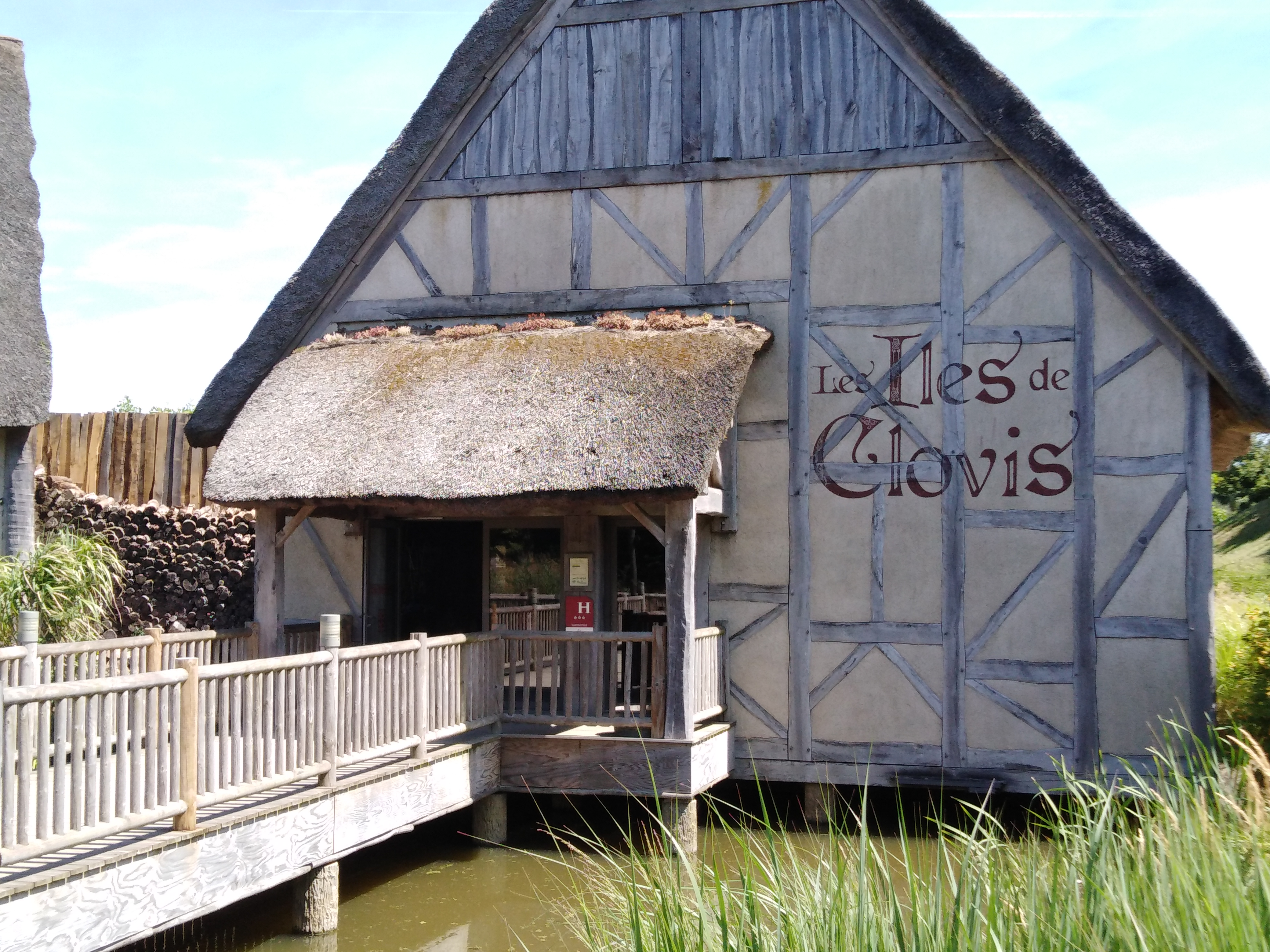
Le Isole di Clodoveo
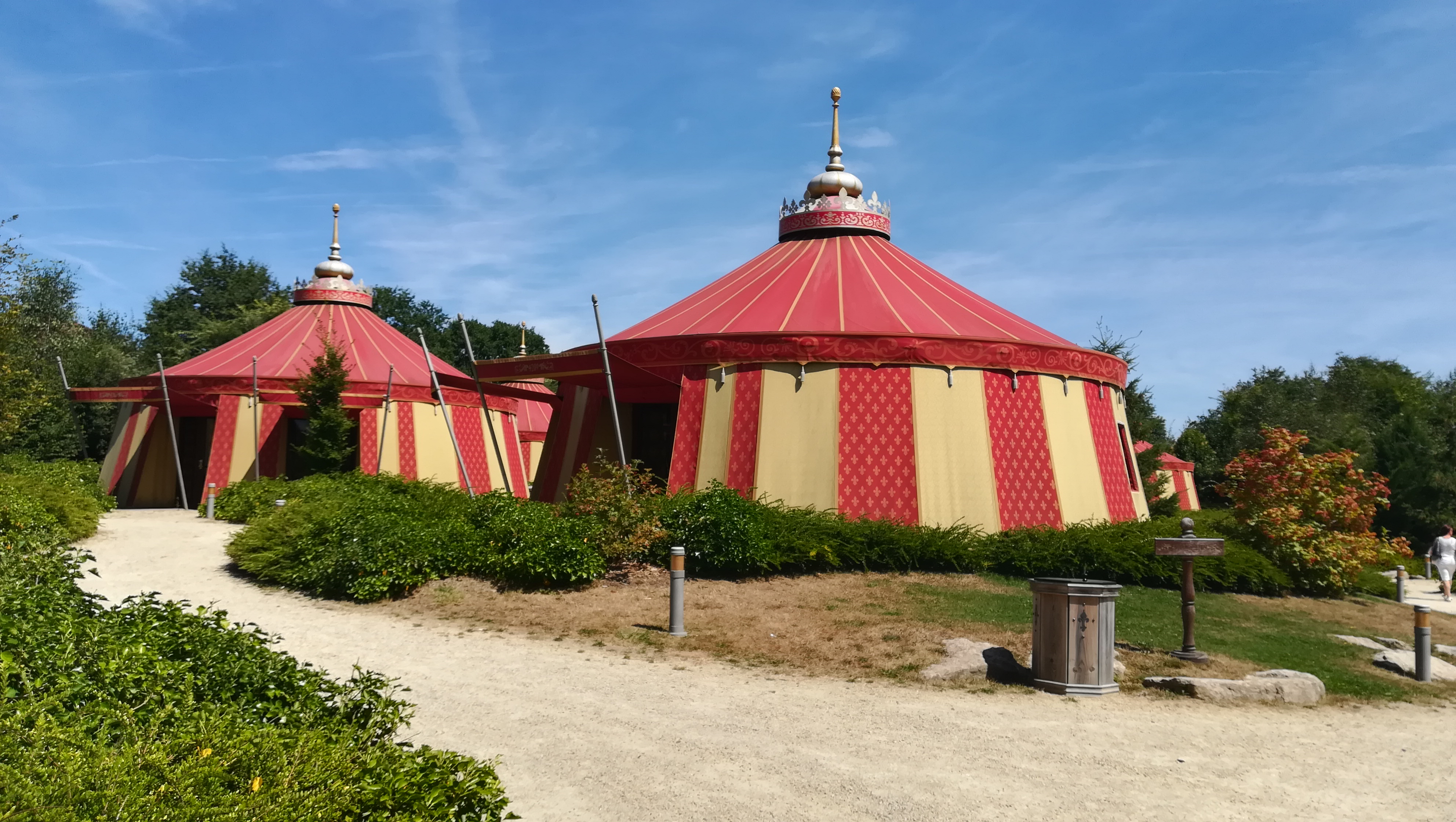
Il Campo del Drappo d'Oro

## Collaborazioni internazionali

### Spettacoli
Puy du Fou ha svolto diverse attività in paesi stranieri, in particolare nei Paesi Bassi e nel Regno Unito, mettendo a disposizione il proprio know-how nel settore dell'intrattenimento.
Nel 2013, il parco olandese Efteling si è appellato all'esperienza di Puy du Fou per creare la seconda versione del loro spettacolo Raveleijn. Il parco francese ha quindi inviato una squadra composta da attori, stuntman, falconieri e tecnici.
Nel 2016 è nata la “Cinescénie inglese”, Kynren. Questo spettacolo, che si svolge su uno scenario di 3 ettari nei pressi del castello di Auckland, ripercorre la storia della Gran Bretagna dai romani fino alla Seconda Guerra Mondiale. Nel primo anno, 100.000 spettatori hanno assistito ai 14 spettacoli svolti durante l'estate, anche grazie ad un corpo di 1.000 volontari (oltre a 50 dipendenti del Puy du Fou che hanno fornito assistenza tecnica e artistica). Nel 2020 era prevista la creazione di un parco intorno allo spettacolo, poi annullata a seguito della pandemia di COVID-19.

### Puy du Fou España
Nell'estate del 2019 vicino a Toledo, nella regione spagnola di Castiglia-La Mancia, le prime rappresentazioni dello spettacolo "El Sueño de Toledo" (Il sogno di Toledo) hanno richiamato 72.000 spettatori. La costruzione di un parco dedicato alla storia della Spagna, a fronte di un investimento di 140 milioni di euro, è stata annunciata lo stesso anno e completata per il 2021. Il parco è composto da quattro grandi spettacoli diurni e quattro villaggi a tema, ed è stato visitato da oltre 1 milione di visitatori nel 2023.
È presente inoltre il progetto di un parco in Cina, che dovrebbe vedere la luce entro il 2025 con un investimento di 300 milioni di euro.